# Имущественное право
Имущественное право (право собственности) — совокупность правовых норм, закрепляющих присвоенность вещей отдельным лицам и коллективам.
После рецепции римского права в Средние века один из основополагающих его принципов римского права — недопустимость двух (нескольких) прав собственности вступил в противоречие с существовавшим при феодализме одновременным «правом собственности» сеньора и вассала на один и тот же земельный участок. Феодальное право, подобно древнему римскому праву, не содержало чёткого различия между правом собственности и другими правами на вещи, что создавало возможность сосуществования нескольких близких по содержанию имущественных прав собственности на одну и ту же вещь. В связи с этим глоссаторами была разработана концепция «разделенной собственности», допускавшая и объяснявшая сосуществование двух или нескольких одноимённых имущественных прав на одну и ту же землю (лен, феод).
Однако впоследствии феодальные отношения вассальной зависимости были устранены и была исключена возможность существования двух прав собственности на одну и ту же вещь, в том числе применительно к земельным участкам. В связи с этим появилась экономическая необходимость предоставить юридически наиболее прочную, то есть вещно-правовую (а не обязательственно-правовую) возможность одним лицам пользоваться землёй, принадлежащей другим лицам. Решением этой проблемы стало появление в европейском континентальном праве категории ограниченных вещных прав, противопоставляемых обязательственным правам требования, чаще всего вытекающим из договоров. Эта общая категория заменила собой различные феодальные титулы (права собственности). К ограниченным вещным правам были отнесены сервитуты, узуфрукт, эмфитевзис и суперфиций, а также залог, как право при определённых условиях продать чужую, в том числе недвижимую, вещь и преимущественное право покупки недвижимости (земельного участка), в том числе при установлении долевой собственности на соответствующий объект.
В англо-американском праве существует система property rights (прав собственности), которая, подобно феодальному средневековому праву допускает одновременное существование прав собственности, принадлежащих разным лицам, на один и тот же земельный участок (недвижимость). Полное право собственности (full ownership) может существовать только в отношении движимых вещей, а в отношении недвижимости признаются лишь различные более или менее ограниченные титулы (titles, estates), поскольку по традиционным (феодальным) представлениям «верховным собственником» земли может быть только суверен.[прояснить] Кроме того, наряду с титулами по общему праву (estates in law) имеются и титулы по праву справедливости (equitable estates), которые могут одновременно находиться у разных лиц, но также касаться одного и того же земельного участка.
Современная континентальная правовая традиция рассматривает право собственности неограниченным и неделимым, сосредоточенным в руках одного лица.
В российском гражданском праве традиционным является представление о субъективном праве собственности как о совокупности, триаде правомочий: владения, пользования, распоряжения.
| «Триада» ГК РФ: | Англосаксонская традиция:    | Либеральное право А. Оноре:          |
| --- | ---------------------------- | ------------------------------------ |
| Право владения: возможность удержания вещи в собственном владении (обладания вещью).                                                                        | завещание                    | владение                             |
| Право владения: возможность удержания вещи в собственном владении (обладания вещью).                                                                        | дарение                      | бессрочность                         |
| Право владения: возможность удержания вещи в собственном владении (обладания вещью).                                                                        | продажа                      | бессрочность                         |
| Право владения: возможность удержания вещи в собственном владении (обладания вещью).                                                                        | разрушение                   | безопасность                         |
| Право распоряжения: возможность изменять, отчуждать, обременять вещь залогом и т. д.                                                                        | предоставление как залога    | право на «капитальную ценность» вещи |
| Право распоряжения: возможность изменять, отчуждать, обременять вещь залогом и т. д.                                                                        | сдача в аренду               | право на «капитальную ценность» вещи |
| Право распоряжения: возможность изменять, отчуждать, обременять вещь залогом и т. д.                                                                        | видоизменение                | право на «капитальную ценность» вещи |
| Право распоряжения: возможность изменять, отчуждать, обременять вещь залогом и т. д.                                                                        | управление                   |                                      |
| Право пользования: возможность извлечения из вещи доходов и иных полезных свойств.                                                                          | потребление                  | пользование                          |
| Право пользования: возможность извлечения из вещи доходов и иных полезных свойств.                                                                          | использование                | пользование                          |
| Право пользования: возможность извлечения из вещи доходов и иных полезных свойств.                                                                          | получение дохода             | право на доход                       |
| Ограничения и запреты (на): |                              |                                      |
| злоупотребление правом собственности, распространение ответственности за некоторые деяния на принадлежащее субъекту имущество, обременения: сервитут, залог | конфискацию другими лицами   | ответственность в виде взыскания     |
| злоупотребление правом собственности, распространение ответственности за некоторые деяния на принадлежащее субъекту имущество, обременения: сервитут, залог | порчу                        | запрещение вредного использования    |
| злоупотребление правом собственности, распространение ответственности за некоторые деяния на принадлежащее субъекту имущество, обременения: сервитут, залог | загрязнение                  | запрещение вредного использования    |
| злоупотребление правом собственности, распространение ответственности за некоторые деяния на принадлежащее субъекту имущество, обременения: сервитут, залог | присвоение                   | остаточный характер                  |
| злоупотребление правом собственности, распространение ответственности за некоторые деяния на принадлежащее субъекту имущество, обременения: сервитут, залог | использование без разрешения | остаточный характер                  |

Другие имущественные права:
Право доступа. Это право автора произведения изобразительного искусства требовать от собственника оригинала произведения предоставления возможности осуществлять право на воспроизведение своего произведения. По аналогии, архитектор-автор произведения в праве требовать от собственника разрешение на фото- и видеосъёмку этого объекта, если договором не предусмотрено иное.
Право следования. Это право автора на получение вознаграждения от продавца в виде процентных отчислений от цены перепродажи в случае публичной перепродажи оригинала искусства через галерею, художественный салон и т.п. Это право распространяется также на случаи перепродажи авторских рукописей, литературных и музыкальных произведений. Оно неотчуждаемо, но переходит к наследникам автора на срок действия исключительного права на произведение.

## Основания приобретения права собственности
Основания приобретения права собственности делятся на первоначальные (когда право собственности возникает впервые) и производные.
Право собственности возникает:
- в результате изготовления вещи своими силами из принадлежащих владельцу или бесхозных материалов;
- в результате использования имущества (плоды, продукция, доходы);
- в результате приобретения имущества по сделке (купля-продажа, мена, дарение);
- в результате наследования или правопреемства;
- по праву первого нашедшего бесхозную вещь (см. находка, клад);
- по праву давности владения.

Право собственности на недвижимость в РФ и многих других странах возникает при регистрации.

## Основания прекращения права собственности
Право собственности прекращается при отчуждении собственником своего имущества другим лицам, отказе собственника от права собственности, гибели или уничтожении имущества.
Законодательство также допускает в ряде случаев принудительное прекращение права собственности. К таким случаям относятся взыскание собственности в счёт погашения обязательств собственника, национализация, конфискация, реквизиция, принудительный выкуп земельного участка для государственных и муниципальных нужд, изъятие земельного участка, используемого с нарушением законодательства, принудительный выкуп бесхозяйственно содержимых культурных ценностей и домашних животных при ненадлежащем обращении с ними.
Государственная или муниципальная собственность может быть передана как в результате продажи, так и при бесплатной приватизации.

## Защита права собственности
Всеобщая декларация прав человека (статья 17) предусматривает, что каждый человек имеет право владеть имуществом как единолично, так и совместно с другими, и никто не должен быть произвольно лишен своего имущества. Тем самым право собственности отнесено к одному из основных прав человека.
Юридическая защита прав собственности составляет одну из основных функций гражданского права. Реализация гражданско-правовой защиты права собственности осуществляется через суды. В частности, для этого используются виндикационный иск и негаторный иск, а также кондикционный иск.
Кроме того, за преступления против собственности (кражу, грабеж, разбой, мошенничество, присвоение, растрату, вымогательство) применяются уголовные наказания.
Наконец, собственник осуществляет самозащиту прав на свою собственность от преступных посягательств на неё, используя замки, сейфы, заборы, охранную сигнализацию, сторожей (охранников).

### Вещно-правовые способы защиты
Применяются при непосредственном нарушении права собственности. В качестве своего объекта представляют только определенно-индивидуальные вещи и осуществляются с помощью абсолютных исков:

#### Виндикационный иск
Через виндикационный иск истребуется имущество из чужого незаконного владения (иск невладеющего собственника к владеющему несобственнику). Истребуется индивидуально определенное имущество. Предъявление виндикационного иска требует наличия ряда условий:
- собственник был лишен фактического господства над своим имуществом, которое выбыло из его владения. Если имущество находится у собственника, но кто-то оспаривает его право в пользовании или распоряжении имуществом, то применяются иск о признании права собственности.
- оспариваемое имущество сохранилось в первоначальном виде и фактически находится во владении другого лица. Если на момент предъявления иска имущество уничтожено, переработано или потреблено, право собственности на эту индивидуально определенную вещь прекратилось, а собственник имеет право лишь на защиту своих имущественных интересов, в частности, с помощью иска о возмещении ущерба.
- защищается право собственности как абсолютное субъективное право, предметом виндикационного иска является требование о возврате этого имущества из незаконного владения.

#### Негаторный иск
Через негаторный иск устраняются препятствия в осуществлении права собственности, которые не связаны с лишением собственника владения его имуществом, например ограничение доступа к имуществу (ст.304 ГК РФ). Под таким нарушением понимается противоправное действие или бездействие третьего лица, которое создает препятствия собственнику в осуществлении права пользования. С помощью негаторного иска собственник может добиться прекращения подобных действий.
Срок исковой давности на негаторный иск не распространяется, но может привести к взысканию с третьего лица убытков.

### Гражданско-правовые способы защиты
Гражданско-правовая защита права собственности — понятие применяемое только к случаям их нарушения. Представляет собой совокупность правовых мер, которые могут быть применены к нарушителям отношений. К способам гражданско-правовой защиты можно отнести как вещно-правовые так и обязательственно-правовые способы защиты гражданских прав.
К иным гражданско-правовым способам защиты права собственности относятся способы, предоставляемые по искам о признании права собственности, а также по искам к органам государственной власти и управления.